# Sphaerops
Sphaerops – rodzaj muchówek z podrzędu krótkoczułkich i rodziny opękowatych.
Rodzaj ten opisany został w 1865 roku przez Philippiego. Wykazuje duże podobieństwo do rodzaju VIllalus.
Muchówki te mają ciemne ciało długości od 1,9 do 6,3 mm. Głowa nieco węższa od tułowia, pozbawiona głaszczków, wyposażona w skąpo owłosione oczy i czułki osadzone w górnej jej połowie, niestykające się z wzgórkiem ocznym. Sztyletowaty biczyk czułków zakończony drobną szczecinką terminalną. Na skrzydłach żyłka A1 zlana z CuA2. Kapsuła genitalna duża, bulwiasta.
Znane są tylko dwa endemiczne dla Chile gatunki:
- Sphaerops appendiculata Philippi, 1865
- Sphaerops micella Schlinger, 2013